# Annarita Sidoti
Annarita Sidoti (ur. 25 lipca 1969 w Gioiosa Marea, zm. 21 maja 2015 tamże) – włoska lekkoatletka, specjalizująca się w chodzie sportowym, trzykrotna uczestniczka letnich igrzysk olimpijskich (Barcelona 1992, Atlanta 1996, Sydney 2000).
Początkowo nie była przewidziana do występu na mistrzostwach świata w 1997, jednak zastąpiła Rossellę Giordano i zdobyła złoty medal.
21 maja 2015 w Gioiosa Marea zmarła na raka, z którym walczyła sześć lat, od 2009 roku.

## Sukcesy sportowe
- mistrzyni Włoch w chodzie na 5000 metrów – 1995[2]
- mistrzyni Włoch w chodzie na 10 kilometrów – 1991
- czterokrotna mistrzyni Włoch w chodzie na 20 kilometrów – 1992, 1995, 2000, 2002
- czterokrotna halowa mistrzyni Włoch w chodzie na 3000 metrów – 1991, 1994, 2001, 2002[3]

| Rok  | Miasto          | Zawody                            | Konkurencja               | Wynik         |
| ---- | --------------- | --------------------------------- | ------------------------- | ------------- |
| 1988 | Greater Sudbury | Mistrzostwa świata juniorów       | chód na 5000 m            | 4. miejsce    |
| 1990 | Glasgow         | Halowe mistrzostwa Europy         | chód na 3000 m            | brązowy medal |
| 1990 | Split           | Mistrzostwa Europy                | chód na 10 km             | złoty medal   |
| 1991 | Sheffield       | Uniwersjada                       | chód na 10 km             | brązowy medal |
| 1991 | Tokio           | Mistrzostwa świata                | chód na 10 km             | 9. miejsce    |
| 1992 | Genua           | Halowe mistrzostwa Europy         | chód na 3000 m            | 4. miejsce    |
| 1992 | Barcelona       | Igrzyska olimpijskie              | chód na 10 km             | 7. miejsce    |
| 1993 | Toronto         | Halowe mistrzostwa świata         | chód na 3000 m            | 6. miejsce    |
| 1993 | Stuttgart       | Mistrzostwa świata                | chód na 10 km             | 9. miejsce    |
| 1994 | Paryż           | Halowe mistrzostwa Europy         | chód na 3000 m            | złoty medal   |
| 1994 | Helsinki        | Mistrzostwa Europy                | chód na 10 km             | srebrny medal |
| 1995 | Fukuoka         | Uniwersjada                       | chód na 10 km             | złoty medal   |
| 1996 | Atlanta         | Igrzyska olimpijskie              | chód na 10 km             | 11. miejsce   |
| 1996 | A Coruña        | Puchar Europy w chodzie sportowym | chód na 10 km             | złoty medal   |
| 1997 | Sycylia         | Uniwersjada                       | chód na 10 km             | brązowy medal |
| 1997 | Ateny           | Mistrzostwa świata                | chód na 10 000 m          | złoty medal   |
| 1997 | Bari            | Igrzyska śródziemnomorskie        | chód na 10 km             | srebrny medal |
| 1998 | Budapeszt       | Mistrzostwa Europy                | chód na 10 km             | złoty medal   |
| 2001 | Edmonton        | Mistrzostwa świata                | chód na 20 km             | 8. miejsce    |
| 2001 | Dudince         | Puchar Europy w chodzie sportowym | chód na 20 km (drużynowo) | srebrny medal |
| 2002 | Monachium       | Mistrzostwa Europy                | chód na 20 km             | 8. miejsce    |

## Rekordy życiowe
- chód na 3000 metrów (stadion) – 12:09,5 – Caserta 27/05/1995
- chód na 3000 metrów (hala) – 11:54,32 – Paryż 11/03/1994
- chód na 5000 metrów – 20:21,69 – Cesenatico 01/07/1995 były rekord Europy[1]
- chód na 10 kilometrów – 41:46 – Livorno 12/06/1994
- chód na 20 kilometrów – 1:28:38 – Eisenhüttenstadt 17/06/2000